# Front national uni (Afghanistan)
Pour les articles homonymes, voir Front national uni.
Le Front national uni (en pashto Shuray-e Mottahed-e Melli) est un parti politique d'Afghanistan, fondé le 2 novembre 2006, par une vaste coalition d'anciens et actuels hommes forts du pays, commandants de la résistance afghane contre les Soviétiques, anciens dirigeants communistes et de divers groupes sociaux et ethniques. Son chef est l'ancien Président de l'Afghanistan Burhanuddin Rabbani. Beaucoup de ses membres faisaient autrefois partie du Front islamique uni — au nom proche de celui du nouveau parti — (mieux connu sous le nom d'Alliance du Nord), dont le responsable de la branche militaire était le commandant Ahmed Chah Massoud.
Selon une déclaration faite aux journalistes le 13 mars 2007, lors de la présentation à la presse du programme du nouveau parti par son porte-parole, l'ancien ministre du Commerce du gouvernement intérimaire Sayed Mustafa Kazemi, le but poursuivi par les différentes personnalités qui ont décidé d'unir leurs efforts « est de combler le vide par la création d'un parti politique puissant, fort et ayant une large assise. »
Rassemblant plusieurs courants antagonistes sur les plans politique (moudjahiddines, anciens communistes et royalistes), ethnique (pachtounes/non pachtounes) et religieux (chiites/sunnites), cette coalition de seigneurs de la guerre semble être le groupement politique le plus significatif apparu en Afghanistan depuis le renversement des taliban en 2001. Elle s'inscrit dans le cadre du processus d'établissement d'un régime démocratique que la communauté internationale appelle de ses vœux à la suite des accords de Bonn du 5 décembre 2001.
Le Front national uni présente la caractéristique d'être multi-ethnique, et c'est peut-être la raison pour laquelle il s'est fixé comme objectif de garantir l'unité dans un pays divisé. Il souhaite une réforme de la Constitution adoptée en 2004, pour permettre aux partis politiques de jouer un rôle plus important lors des élections. Il réclame pour cela une modification du système électoral actuel, pour passer d'un scrutin uninominal à un scrutin de liste et appelle de ses vœux l'élection des gouverneurs de province au suffrage universel direct. Certains observateurs ont établi un lien entre la création du Front et la demande d'enquête sur les crimes de guerre commis pendant la guerre civile afghane.
On trouve, parmi les membres du Front national uni Mustafa Zaher (le petit-fils de l'ancien roi Mohammed Zaher Chah), l'ancien ministre de la défense Mohammed Fahim Khan, le porte-parole du Parlement Younous Qanouni, le vice-président du gouvernement Ahmed Zia Massoud (le jeune frère du commandant Ahmed Chah Massoud), l'ancien général Abdul Rachid Dostom, les anciens généraux de la période communiste, Sayyed Mohammed Gulabzoy et Nur ul-Haq Olumi, et des commandants du Hezb-i-Islami de l’ex-premier ministre Gulbuddin Hekmatyar, à l'instar de Qazi Mohammed Amin Waqad. La taille exacte du Front n'est pas connue, mais ses dirigeants affirment être soutenus par 40 % du Parlement afghan.
Le porte-parole du parti Sayed Mustafa Kazemi a été assassiné, en compagnie de cinq autres parlementaires, le mardi 6 novembre 2007, dans un attentat-suicide perpétré dans la petite ville relativement pacifique de Baghlân, à proximité de Pol-e Khomri, dans le nord-est de l'Afghanistan.